# RoboCop 2 (jeu vidéo)
RoboCop 2 est un jeu vidéo d'action développé par Ocean Software et distribué sur divers micro-ordinateurs en 1990. Plusieurs versions ont vu le jour en fonction des plates-formes. Une sur Amiga et Atari ST. Une autre sur Amstrad CPC et ZX Spectrum.
Puis en 1991, deux autres versions apparaissent ; une sur Commodore 64, NES et Game Boy ; et enfin une version, développée par Data East, distribuée sur borne d'arcade.